# Église Saint-Avit de Duravel
L'église Saint-Avit est une église catholique située au nord de Duravel, en France.

## Localisation
L'église Saint-Avit est située dans le département français du Lot, à Duravel.

## Historique
L'église semble avoir été construite au XIe siècle. Elle sort de la guerre de Cent Ans ruinée et n'a probablement pas été restaurée. Sur les cartes du XVIIIe siècle elle est représentée en ruines.
L'édifice est inscrit au titre des monuments historiques le 23 avril 1979.

## Description
Il ne reste plus de l'église que l'abside voûtée en cul-de-four et des vestiges de pans de murs.